# Mira Luoti
Mira Anna Maria Luoti (Pori, 28 febbraio 1978) è una cantante finlandese.

## Biografia
Mira Luoti è salita alla ribalta all'inizio del 2002 con la sua partecipazione al talent show Popstars, che aveva il fine di creare un girl group di successo. Nel corso del programma aveva formato un gruppo chiamato Tiramisu con Ushma Karnani e Susanna Korvala, ma le ragazze non sono arrivate in finale. Tuttavia, nell'estate dello stesso anno ha conosciuto Paula Vesala e ha deciso di fondare con lei il duo PMMP. Dal 2003 al loro scioglimento nel 2013 hanno pubblicato sei album e conquistato sette dischi di platino.
Nell'autunno del 2013 Mira Luoti è stata giudice a The Voice Kids. Nel 2015 ha partecipato al programma di MTV3 Tähdet, tähdet. Ha avviato la sua carriera da solista nel 2016 con la pubblicazione del suo album di debutto Tunneliviso, che ha debuttato alla 6ª posizione della top 50 finlandese. Nel 2018 ha partecipato all'ottava edizione della serie televisiva canora Vain elämää.

## Discografia

### Album in studio
- 2016 - Tunnelivisio
- 2019 - Haureuden valtatiel
- 2020 - I (con i Maanalainen armeija e Jouni Hynynen)

### Singoli
- 2016 - Pinnan alla
- 2016 - Puhu mulle hulluudesta
- 2016 - Lähiölaulu
- 2016 - Sitä tipahtaa pimeyteen
- 2017 - Meikkaava messias
- 2017 - Menolippu
- 2017 - Seinän läpi
- 2018 - Kesäkatu
- 2018 - Huonoo seuraa
- 2018 - Ei paniikkia
- 2018 - Kun me discossa suudeltiin
- 2018 - Olette kauniita
- 2018 - Perhosten yö
- 2018 - Jää
- 2018 - Harakiri
- 2019 - Emmä kysy
- 2019 - Plää plää plää
- 2019 - Yksi syy
- 2019 - DNA
- 2019 - Variksenpelätin (con i Maanalainen armeija e Jouni Hynynen)
- 2019 - Unelmien joulu (Anna laulu lahjaksi)
- 2019 - Rakkaus elää (con i Maanalainen armeija e Jouni Hynynen)
- 2020 - Miekkataksi (con i Maanalainen armeija e Jouni Hynynen)